# Праздники Узбекистана
Праздники в Узбекистане:

## Нерабочие праздничные дни
Нерабочие праздничные дни закреплены в статье 131 Трудового кодекса Республики Узбекистан.
| Дата       | Узбекское название             | Русское название / Краткая информация |
| ---------- | ------------------------------ | --- |
| 1 января   | Yangi yil                      | Новый год |
| 8 марта    | Xotin-qizlar kuni              | День женщин |
| 21 марта   | Navroʻz bayrami                | Праздник Навруз |
| 9 мая      | Xotira va qadrlash kuni        | День Памяти и Почестей (с 1999 года, ранее носил название «День Победы» (узб. G‘alaba kuni)). Отмечается в память о тех, кто пострадал в войне против фашизма в годы Второй мировой войны и тех, кто пожертвовал своей жизнью за свободу своей страны. |
| 1 сентября | Mustaqillik kuni               | День Независимости |
| 1 октября  | Oʻqituvchi va murabbiylar kuni | День учителя и наставника (с 1997 года). С 1994 по 1996 годы в первое воскресенье октября отмечался День работников народного образования Республики Узбекистан (узб. O‘zbekiston Respublikasi xalq ta'limi xodimlari kuni).                           |
| 8 декабря  | Konstitutsiya kuni             | День Конституции |

Нерабочими праздничными днями также являются первые дни праздников Ураза-байрам и Курбан-байрам.

## Рабочие праздничные дни
| Дата                       | Узбекское название                                                                                          | Русское название / Краткая информация | Дата установления     |
| -------------------------- | --- | --- | --------------------- |
| 8 января                   | O‘zbekiston Respublikasi prokuratura organlari xodimlari kuni                                               | День работников органов прокуратуры Республики Узбекистан | 19 декабря 2016 года  |
| 14 января                  | Vatan himoyachilari kuni                                                                                    | День защитников Родины 14 февраля 1992 года воинские формирования, дислоцированные на территории Узбекистана, перешли под юрисдикцию Республики Узбекистан. | 29 декабря 1993 года  |
| 26 января                  | O‘zbekiston Respublikasi davlat bojxona xizmati organlari xodimlari kuni                                    | День работников органов государственной таможенной службы Республики Узбекистан | 22 декабря 2018 года  |
| Первое воскресенье апреля  | O‘zbekiston Respublikasi geologiya sohasi xodimlari kuni                                                    | День работников сферы геологии Республики Узбекистан | 26 декабря 2018 года  |
| 18 апреля                  | O‘zbekiston Respublikasi uy-joy kommunal xizmat ko‘rsatish sohasi xodimlari kuni                            | День работников сферы жилищно-коммунального обслуживания Республики Узбекистан | 2 апреля 2018 года    |
| Третье воскресенье мая     | O‘zbekiston Respublikasi konchilik va metallurgiya sanoati xodimlari kuni                                   | День работников горной и металлургической промышленности Республики Узбекистан | 12 мая 2001 года      |
| 27 июня                    | O‘zbekiston Respublikasi Matbuot va ommaviy axborot vositalari xodimlari kuni                               | День печати и работников средств массовой информации Республики Узбекистан | 3 сентября 1993 года  |
| Последнее воскресенье июня | O‘zbekiston Respublikasi Savdo, matlubot kooperatsiyasi va aholiga maishiy xizmat ko‘rsatish xodimlari kuni | День работников торговли, потребительской кооперации и бытового обслуживания населения Республики Узбекистан | 25 апреля 1997 года   |
| 30 июня                    | O‘zbekiston Respublikasi yoshlari kuni                                                                      | День молодёжи Узбекистана Праздничный день учреждён по инициативе президента Узбекистана Шавката Мирзиёева. 30 июня 2017 года Общественное движение молодёжи «Камолот» было преобразовано в Союз молодёжи Узбекистана. | 25 августа 2017 года  |
| Первое воскресенье августа | O‘zbekiston Respublikasi temir yo‘l transporti xodimlari kuni                                               | День работников железнодорожного транспорта Республики Узбекистан | 20 августа 2017 года  |
| Второе воскресенье августа | O‘zbekiston Respublikasi qurilish sohasi xodimlari kuni                                                     | День работников сферы строительства Республики Узбекистан | 21 декабря 2017 года  |
| Третье воскресенье августа | O‘zbekiston Respublikasi Havo Floti kuni                                                                    | День Воздушного Флота Республики Узбекистан | 31 августа 1995 года  |
| 31 августа                 | Qatag‘on qurbonlarini yod etish kuni                                                                        | День поминовения жертв репрессий | 1 мая 2001 года       |
| 26 сентября                | O‘zbekiston Respublikasi Davlat xavfsizlik xizmati organlari xodimlari kuni                                 | День сотрудников органов Службы государственной безопасности Республики Узбекистан (СГБ) 26 сентября 1991 года была создана Служба национальной безопасности Республики Узбекистан, правопреемником которой в 2018 году стала СГБ. С 2019 по 2021 годы 5 апреля отмечался День Службы государственной безопасности Республики Узбекистан (узб. O‘zbekiston Respublikasi Davlat xavfsizlik xizmati kuni). 5 апреля 2018 года был принят закон «О Службе государственной безопасности Республики Узбекистан». | 14 сентября 2021 года |
| 25 октября                 | O‘zbekiston Respublikasi Ichki ishlar idoralari xodimlari kuni                                              | День работников органов внутренних дел Республики Узбекистан | 6 декабря 2006 года   |
| Второе воскресенье ноября  | O‘zbekiston Respublikasi Tibbiyot xodimlari kuni                                                            | День медицинских работников Республики Узбекистан | 12 сентября 2006 года |
| Второе воскресенье декабря | O‘zbekiston Respublikasi qishloq xo‘jaligi xodimlari kuni                                                   | День работников сельского хозяйства Республики Узбекистан | 25 августа 2017 года  |